# Johan Reinholdz

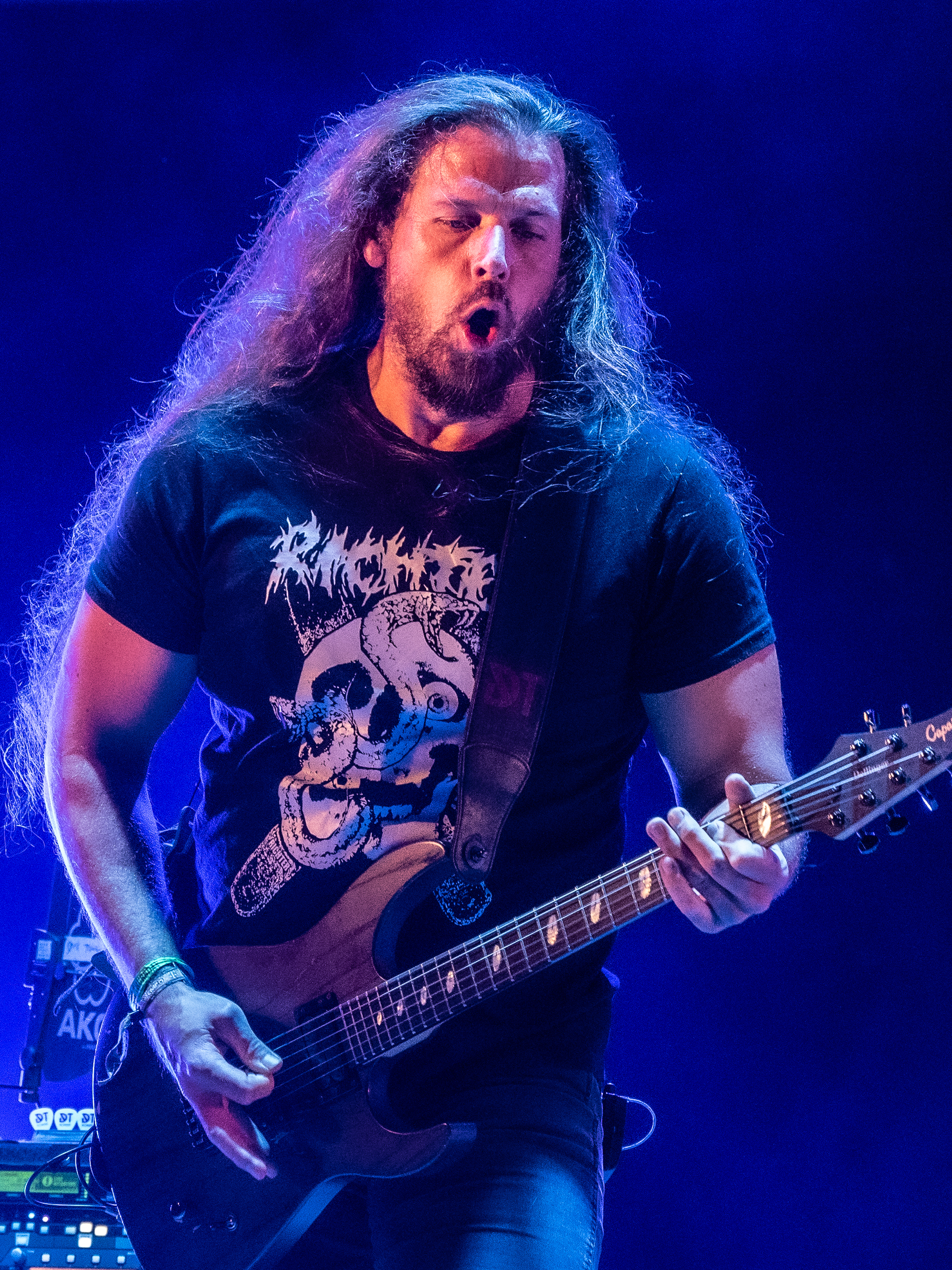
Reinholdz mit Dark Tranquillity (2023)

Johan Reinholdz (* 30. Juni 1980 in Höör) ist ein schwedischer Metal-Gitarrist.

## Werdegang
Im Alter von neun Jahren erhielt Johan Reinholdz seine erste Gitarre. Zu seinen ersten Einflüssen gehörte die Band Europe und ihr Gitarrist Kee Marcello; später wandte er sich dem Heavy Metal und Bands wie Metallica, Megadeth und Sepultura zu. Seine musikalische Karriere begann in den 1990er Jahren in den Bands Morbid Demons, Widow, Dark Desires und Crimson Tears, die jedoch allesamt nicht über das Demostadium hinaus kamen. Im Jahre 1998 nahm Reinholdz zwei Demos mit unterschiedlichen Stilen im Alleingang auf und erhielt vom Plattenlabel WAR Music gleich zwei Plattenverträge angeboten.
Daraufhin formierte Reinholdz zunächst die Band Andromeda, die Progressive Metal spielt. Mit Andromeda veröffentlichte Reinholdz bislang fünf Studioalben und zwei DVDs. Ihre zweite DVD wurde bei einem Konzert in Vietnam aufgezeichnet. Als zweite Band gründete Reinholdz NonExist, die Melodic Death Metal spielen. Sänger der Band wurde Johan Liiva, der zuvor bei Arch Enemy wirkte. NonExist lösten sich 2004 auf, ehe sich die Band 2011 reformierte. Nach der Veröffentlichung ihres dritten Albums verließ Liiva die Gruppe Ende 2015 und Reinholdz übernahm auch den Gesang.
Darüber hinaus veröffentlichte Reinholdz ein Album mit der Band Opus Atlantica und vier Alben mit der Band Skyfire. Seit Anfang 2017 wirkte Reinholdz als Live-Gitarrist der Band Dark Tranquillity. Drei Jahre später wurde er zu einem festen Bandmitglied befördert.

## Diskographie

### Morbid Demons
- Enter the Crypts of Hell (1993, demo)

### Widow
- Beyond (1996, demo)
- Will We Ever Know (1997, demo)
- Autumn Elegy (1998, demo)

### Solo
- Maiden Voyage (1998, demo)
- Welcome to Forever (1998, demo)
- Solipsism (2021, Reinholdz Recordings)
- Weightless and Numb (2022, Reinholdz Recordings)
- Iron Ghosts (2023, single, Reinholdz Recordings)
- Say (2023, single, Reinholdz Recordings)
- Tears of the Mannquin (2023, single, Reinholdz Recordings)
- Tetragrammaton (2023, ep, Reinholdz Recordings)

### Andromeda
- Extension of the Wish (2001, WAR-music/Century Media Records/NTS)
- II=I (2003, New Hawen Records/Century Media)
- Extension of the Wish - Final Extension (2004, New Hawen Records/Century Media Records)
- Chimera (2006, Massacre Records)
- Playing off the Board (Live DVD) (2007, Metal Mind Productions)
- The Immunity Zone (2008, Nightmare Records)
- Manifest Tyranny (2011, Inner Wound Recordings)
- Live in Vietnam (Live DVD) (2016, Andromeda Recordings)

### Dark Tranquillity
- Moment (2020, Century Media Records)
- The Last Imagination (2024, single, Century Media Records)
- Unforgivable (2024, single, Century Media Records)
- Not Nothing (2024, single, Century Media Records)
- Endtime Signals (2024, Century Media)

### Nonexist
- Deus Deceptor (2002, New Hawen Records/Century Media Records/Toy’s Factory)
- From My Cold Dead Hands (2012, Pivotal Rockordings/Trooper Entertainment)
- Throne of Scars (2015, Mighty Music/Trooper Entertainment)
- The New Flesh EP (2016, Reinholdz Recordings)
- Deus Deceptor (2017, Remaster/extended) (2017 Reinholdz Recordings)
- A Meditation Upon Death (2018, single Mighty Music)
- In Praise of Death EP (2018, Mighty Music)
- Strictly Sadistic Intent (2020, single, Mighty Music)
- Together We Shall Burn (2020, single, Mighty Music)
- Dark Satanic Mills (2020, single, Mighty Music)
- Like the Fearless Hunter (2020, Mighty Music/Trooper Entertainment)

### Opus Atlantica
- Opus Atlantica (2002, Regain Records)

### Skyfire
- Fractal (2009, Pivotal Rockordings)
- Esoteric (2009, Pivotal Rockordings)
- [Liberation in Death] (2017, CFL Recordings)

### Murdered Beats
- Silent Order (2017, Reinholdz Recordings)

### Gastauftritt
- Porr 00 - Detta är Sverige (demo) (2000) - guitar solo on "Offer"
- Anton - The Happy Prankster EP (2000, Mjäll/Slask Independent Media  ) - synth on "Junkland"
- Skyfire - Timeless Departure (2001, Hammerheart Records) - co-writing credits on "Fragments of Time"
- 8 Point Rose - S/T (2010, Escape Music ) - guitar solo on "Endless Rage"
- No. 366: A Life Lived - Depressionism (2014, Records Union ) - remake/remix/guitars/bass/synths/vocals on "Bullet for Thee"
- Universal Mind Project - The Jaguar Priest (2016, Inner Wound Recordings) - guitar solo on "The Force of our Creation"
- Frayn - New (2016) - guitar solo on "Stray"
- Asymmetry - Fragility (2016) - guitar solo on "Civil War"
- F-Side Project - As One Entity (2017) - guitar solo on "Mastermind"
- Deathening - Antifascist Death Metal (2018, Rakamarow Records/Accelerator Records) - guitar solo on "Evil" and "Spineless Cowards" and guest vocals on "Dehumanization"
- Anton Johansson's - Nevertold Stories (2021, Lion Music) - guitar solo on "End of a Friend"
- Pine Cone Project - Seed (2023) - guitar solo on "Dying Souls Pt.2"

### Verschiedenes
- Music to ''Alice in Wonderland''-play (2013, Theatre Thea, Malmö, Sweden  )
- Betrayer - Too Loud (2013) - producer/engineer of the vocals on "In My Heart"
- Lynchland Members Mix#1 - "Sa Sal" (2016) - featured song on compilation.
- Metallic Kitty - "Little Thunder" - guitar/bass/keyboards and the writing credits to the music - (2016)
- Film - Almtorget Crew - (2017), Directed by Henrik Möller-Klas Noll/Videodirekt - role as back-up thug